# Serrivomer
Serrivomer è un genere di pesci marini appartenenti alla famiglia Serrivomeridae.

## Distribuzione e habitat
Questo genere popola gli oceani di tutto il globo, Serrivomer lanceolatoides è segnalato nel mar Mediterraneo occidentale. Sono animali batipelagici che possono vivere fino a profondità molto rilevanti, S. beanii è stato catturato fino a profondità di 6000 metri.

## Biologia
Pressoché ignota.

## Tassonomia
Il genere comprende 8 specie:
- Serrivomer beanii
- Serrivomer bertini
- Serrivomer garmani
- Serrivomer jesperseni
- Serrivomer lanceolatoides
- Serrivomer samoensis
- Serrivomer schmidti
- Serrivomer sector